# Marvel Rising
Marvel Rising è un media franchise statunitense prodotto da Marvel Animation basato su personaggi della Marvel Comics. Il franchising si concentra sui Secret Warriors, una squadra eterogenea di supereroi adolescenti che devono unirsi per difendere il mondo da potenti minacce.

## Storia
Il franchise è stato annunciato per la prima volta nel dicembre 2017 e consiste in un film televisivo, una serie di cortometraggi e libri della Marvel Comics che saranno annunciati in seguito con ulteriori speciali televisivi in programma a seguire.
Il franchise è stato lanciato con una serie di fumetti gratis, a partire da aprile 2018 con Marvel Rising N°. 0, con i seguenti numeri mensili a partire da giugno. Una serie di sei cortometraggi di quattro minuti, intitolati Marvel Rising: Initiation, sono stati rilasciati il 13 agosto 2018 prima del film televisivo, Marvel Rising: Secret Warriors, presentato in anteprima il 30 settembre 2018. Il 23 agosto 2018, la colonna sonora del film, Born Ready, è stata pubblicata sul canale YouTube di Walt Disney Records.
Dopo l'anteprima di Secret Warriors, il 2 ottobre 2018, la Marvel ha annunciato due nuovi speciali della Marvel Rising, Inseguendo fantasmi e Cuore di ferro, per il futuro rilascio. A marzo 2019 è uscita la prossima serie di cortometraggi, Marvel Rising Ultimate Comics e una mini serie di fumetti omonima per il franchise. Al WonderCon di marzo 2019, la Marvel ha annunciato tre ulteriori speciali, Battaglia delle Band, Operazione Shuri e Giocare con il fuoco, che sono stati trasmessi in streaming sul canale YouTube Marvel HQ nel corso dell'anno.

## Animazione

### Initation
Una serie di sei cortometraggi di quattro minuti, intitolata Marvel Rising: Initiation, sono stati rilasciati prima del film. I cortometraggi si concentrano su Ghost-Spider, che è in fuga dopo essere stata incastrata per l'omicidio dell'amico Kevin, mentre Quake e Patriot, così come Ms. Marvel e Squirrel Girl, tentano di coinvolgerla. Scritto da Mairghread Scott, i corti di Initiation sono andati in onda negli Stati Uniti il 13 agosto 2018 su Disney XD. Gli episodi sono raggruppati in tre archi: un assolo di Gwen Stacy, un team di Ms. Marvel / Squirrel Girl e un inseguimento dello S.H.I.E.L.D.

### Secret Warriors
Il contenuto principale del franchise, Marvel Rising - Secret Warriors, è stato annunciato insieme al franchising per la prima volta il 7 dicembre 2017 ed è andato in onda il 30 settembre 2018. Joe Quesada, Dan Buckley, Cort Lane ed Eric Radomski sono i produttori esecutivi del film, con Stan Lee, Sana Amanat e Marsha Griffin accreditati come co-produttori esecutivi. È stato scritto da Mairghread Scott, con Alfred Gimeno come supervisore alla regia. Il film racconta la storia di come i Secret Warriors inizialmente si riuniscono a seguito di una serie di violenze inumane e devono lavorare insieme per fermare Hala l'Accusatrice e le sue forze Kree.

### Inseguendo fantasmi
Marvel Rising - Inseguendo fantasmi (Marvel Rising: Chasing Ghosts) è uno speciale di 22 minuti scritto da Mairghread Scott. È il primo speciale del franchise ed è stato annunciato (assieme al secondo, Cuore di ferro) dalla Marvel il 2 ottobre 2018, in seguito alla prima di Secret Warriors, e ruota attorno ai Secret Warriors che risolvono affari incompiuti con i loro nemici del film. È stato rilasciato il 16 gennaio 2019 sul canale YouTube Marvel HQ e successivamente il 1º febbraio sull'app DisneyNOW. Continua la storia di Ghost-Spider dai cortometraggi Initiation, in cui unisce le forze con i Secret Warriors per fermare Exile e Sheath (che in precedenza aveva fatto un'apparizione senza voce in Initiation), durante la quale Quake aiuta Ghost-Spider a cancellare il suo nome riferito alla morte di Kevin.

### Ultimate Comics
Annunciato a febbraio 2019, una serie di sei video animati sono stati pubblicati sul canale YouTube Marvel HQ dal 20 febbraio 2019 al 27 marzo 2019. I cortometraggi durano da sei a sette minuti e sono stati pubblicati settimanalmente. Intitolati Marvel Rising: Ultimate Comics, i video combinano l'arte in stile fumetto con effetti di movimento digitale. Il primo è sottotitolato e presenta Ms. Marvel che si scontra con Loki quando interrompe la sua gita.

### Cuore di ferro
Marvel Rising - Cuore di ferro (Marvel Rising: Heart of Iron) è uno speciale di 44 minuti scritto da Margaret Dunlap. È stato annunciato (assieme al primo, Inseguendo fantasmi) dalla Marvel il 2 ottobre 2018, in seguito alla prima di Secret Warriors; anch'esso, come il primo, ruota attorno ai Secret Warriors che risolvono affari incompiuti con i loro nemici del film. È stato rilasciato sul canale YouTube del Marvel HQ il 3 aprile 2019. Presenta il personaggio Ironheart, che ha difficoltà ad adattarsi alla sua nuova vita universitaria come la studentessa più giovane. Quando Hala l'Accusatrice demolisce il laboratorio di ingegneria del college e rapisce la migliore amica di Riri, l'intelligenza artificiale A.M.I., Riri prende ispirazione da Iron Man e sviluppa un piano con l'aiuto dei Secret Warriors per salvare la sua amica.

### Battaglia delle Band
Marvel Rising - Battaglia delle Band (Marvel Rising: Battle of the Bands), noto anche come Marvel Rising - La battaglia tra band è uno speciale di 22 minuti scritto da Mae Catt. È stato annunciato al WonderCon di marzo 2019 assieme a Operazione Shuri e Giocare con il fuoco, dove venne affermato che questi speciali avrebbero introdotto nuovi cattivi nella serie. È stato presentato in anteprima il 23 agosto 2019 al D23 Expo, ed è stato successivamente pubblicato sul canale YouTube Marvel HQ il 28 agosto. È caratterizzato da Ghost-Spider che assiste i Secret Warriors nella ricerca di misteriosi attacchi che coinvolgono Screaming Mimi con i suoi poteri a propulsione sonora. Tuttavia, le indagini potrebbero impedire a Gwen di partecipare alla competizione della sua band.

### Operazione Shuri
Marvel Rising - Operazione Shuri (Marvel Rising: Operation Shuri) è uno speciale di 22 minuti scritto anche da Mae Catt. È stato annunciato al WonderCon di marzo 2019 assieme a Battaglia delle Band e Giocare con il fuoco, dove venne affermato che questi speciali avrebbero introdotto nuovi cattivi nella serie. È stato presentato in anteprima il 6 ottobre 2019 al New York Comic Con, ed è stato successivamente pubblicato sul canale YouTube Marvel HQ l'11 ottobre. Presenta la sorella minore di Black Panther, Shuri, che tenta di uscire con i Secret Warriors come un'adolescente normale.

### Giocare con il fuoco
Marvel Rising - Giocare con il fuoco (Marvel Rising: Playing with Fire) è uno speciale di 44 minuti scritto da Danielle Wolff. È stato annunciato al WonderCon di marzo 2019 assieme a Battaglia delle Band e Operazione Shuri, dove venne affermato che questi speciali avrebbero introdotto nuovi cattivi nella serie. È stato rilasciato sul canale YouTube Marvel HQ il 18 dicembre 2019. Si concentra su Inferno, i cui poteri vengono rubati da un criminale adolescente di nome Zayla, e su America Chavez, che tenta di connettersi con Ms. Marvel. I Secret Warriors tentano di riavere i poteri di Inferno, mentre Inferno è in conflitto sul fatto se rivoglia davvero indietro i suoi poteri.

## Cast
| Doppiatori originali | Personaggi                     | Initiation | Secret Warriors | Inseguendo fantasmi | Ultimate Comics | Cuore di ferro | Battaglia delle Band | Operazione Shuri | Giocare con il fuoco |
| -------------------- | ------------------------------ | ---------- | --------------- | ------------------- | --------------- | -------------- | -------------------- | ---------------- | -------------------- |
| Dee Bradley Baker    | Lockjaw                        |            |                 |                     |                 |                |                      |                  |                      |
| Dee Bradley Baker    | Tippy-Toe                      |            |                 |                     |                 |                |                      |                  |                      |
| Chloe Bennet         | Quake / Daisy Johnson          |            |                 |                     |                 |                |                      |                  |                      |
| Dove Cameron         | Ghost-Spider / Gwen Stacy      |            |                 |                     |                 |                |                      |                  |                      |
| Skai Jackson         | Gloria "Glory" Grant           |            |                 |                     |                 |                |                      |                  |                      |
| Kathreen Khavari     | Ms. Marvel / Kamala Khan       |            |                 |                     |                 |                |                      |                  |                      |
| Daisy Lightfoot      | Shuri                          |            |                 |                     |                 |                |                      |                  |                      |
| Kamil McFadden       | Patriot / Rayshaun Lucas       |            |                 |                     |                 |                |                      |                  |                      |
| Melanie Minichino    | A.M.I.                         |            |                 |                     |                 |                |                      |                  |                      |
| Amanda C. Miller     | Sheath                         | Senza voce |                 |                     |                 |                |                      |                  |                      |
| Tyler Posey          | Inferno / Dante Pertuz         |            |                 |                     |                 |                |                      |                  |                      |
| Cierra Ramirez       | America Chavez                 |            |                 |                     |                 |                |                      |                  |                      |
| Kim Raver            | Capitan Marvel / Carol Danvers |            |                 |                     |                 |                |                      |                  |                      |
| Navia Robinson       | Zayla                          |            |                 |                     |                 |                |                      |                  |                      |
| Roger Craig Smith    | Capitan America                |            |                 |                     |                 |                |                      |                  |                      |
| Booboo Stewart       | Exile / Victor Kohl            |            |                 |                     |                 |                |                      |                  |                      |
| Tara Strong          | Mary Jane Watson               |            |                 |                     |                 |                |                      |                  |                      |
| Tara Strong          | Screaming Mimi / Melissa Gold  |            |                 |                     |                 |                |                      |                  |                      |
| Milana Vayntrub      | Squirrel Girl / Doreen Green   |            |                 |                     |                 |                |                      |                  |                      |
| Steven Weber         | Capitano George Stacy          |            |                 |                     |                 |                | Senza voce           |                  |                      |
| Ming-Na Wen          | Hala l'Accusatrice             |            |                 |                     |                 |                |                      |                  |                      |
| Mick Wingert         | Iron Man                       |            |                 |                     |                 |                |                      |                  |                      |
| Sofia Wylie          | Ironheart / Riri Williams      |            |                 |                     |                 |                |                      |                  |                      |

## Altri media

### Fumetti
Un titolo a fumetti per il franchise è stato lanciato con l'uscita il 25 aprile 2018, con Marvel Rising n. 0 gratuitamente dallo scrittore Devin Grayson, con l'artista Marco Failla con la prima squadra di Squirrel Girl e Ms. Marvel. I numeri regolari iniziarono a giugno e sono stati scritti da Grayson, G. Willow Wilson e Ryan North. Ogni numero aveva un sottotitolo diverso, tutti numerati, ad esempio a giugno era Marvel Rising: Alpha n. 1, Marvel Rising: Squirrel Girl & Ms. Marvel n. 1 il 1 agosto, seguito poco dopo da Marvel Rising: Ms. Marvel & Squirrel Girl n. 1. La serie si è conclusa con Marvel Rising: Omega n. 1 il 12 settembre 2018. Questa scelta è stata "criticata come eccessivamente complicata e confusa" da Comics Worth Reading. La serie è stata raccolta in un unico romanzo a fumetti di 168 pagine, intitolato semplicemente Marvel Rising, pubblicato nel novembre 2018.
Una miniserie Marvel Rising di cinque numeri è stata pubblicata a partire da marzo 2019. La serie vede gli eroi affrontare la maga Morgan le Fay, che sta tentando di trasformare il New Jersey in New Camelot. La troupe creativa era composta dallo scrittore Nilah Magruder, dall'artista Roberto Di Salvo e da Audrey Mok sulla copertina.

### Musica
- Il 23 agosto 2018, Born Ready, la sigla di Marvel Rising - Secret Warriors, è stata pubblicata sul canale YouTube VEVO della Walt Disney Records. La canzone è cantata da Dove Cameron, che interpreta Ghost-Spider in altri media Marvel Rising.[7]
- Side by Side, una canzone di Marvel Rising - Inseguendo fantasmi, è stata pubblicata il 18 gennaio 2019, due giorni dopo lo speciale, sul canale Youtube di DisneyMusiVEVO. La canzone è cantata da Sofia Wylie, che interpreta Ironheart in altri media Marvel Rising.[26]
- Team, una canzone di Marvel Rising - Cuore di ferro, è stata pubblicata il 2 maggio 2019 su DisneyMusiVEVO. La canzone è cantata da Tova.[27]
- Natural Disaster, una canzone di Marvel Rising - Battaglia delle Band, è stata pubblicata il 3 ottobre 2019. La canzone è cantata da Tova.[28]
- Roaring Thunder, una canzone di Marvel Rising - Giocare con il fuoco, è stata pubblicata il 19 dicembre 2019 su DisneyMusiVEVO. La canzone è cantata da Navia Robinson, che interpreta Zayla nello stesso speciale.[29]

### Merchandise
Nel settembre 2018, Hasbro ha presentato la sua linea di giocattoli Marvel Rising composta da tre varietà di figure e il Ghost-Spider Web Slinger rivolto ai bambini dai 6 anni in su. Tutti sono stati rilasciati nell'ottobre 2019. Una varietà è la linea Training Outfit Doll di figure di articolazione a 5 punti da 11 pollici in abiti da allenamento al prezzo più basso. Un'altra varietà è la linea principale con figure di articolazione da 11 pollici e 15 punti in costumi da supereroe a un prezzo medio. Le Secret Identity Doll sono figure di articolazione da 11 pollici e 11 punti con due abiti al prezzo più alto.

### Evento Young Storytellers
Con l'organizzazione no-profit Young Storytellers, la Marvel il 13 agosto 2018 annunciò che sarebbe stato ospitato un evento dal vivo in cui gli studenti (dagli 11 ai 13 anni) avrebbero lavorato con mentori per sviluppare una sceneggiatura di tre o cinque pagine con personaggi della Marvel Rising. I doppiatori li avrebbero poi interpretati per essere postati sul canale Youtube Marvel nel terzo trimestre.

## Accoglienza
Commentando Marvel Rising: Initiation, lo scrittore di CBR Meagan Damore ha concluso che la serie "è una serie divertente e accessibile, piena di personaggi che farà innamorare immediatamente gli spettatori. I fan esistenti troveranno molto da amare qui, ma anche quelli che non hanno familiarità con questi personaggi non avranno alcun problema a immergersi in questo mondo. Come ha detto Cameron in una precedente intervista con CBR, la serie animata ha davvero qualcosa per tutti. Marvel Rising: Initation è un must per i fan della Marvel".